# América Futebol Clube (Teófilo Otoni)
América Futebol Clube, eller enbart América, är en fotbollsklubb från staden Teófilo Otoni i delstaten Minas Gerais i Brasilien. Klubben grundades den 12 maj 1936 och har sedan 2004 deltagit i distriktsmästerskapet Campeonato Mineiro. Inför säsongen 2010 tog laget steget upp i den högsta divisionen i mästerskapet och klarade sig kvar sin första säsong. Under sin andra säsong, 2011, lyckades América ta sig till slutspel efter att ha kommit fyra i serien. De åkte ur direkt, i semifinalen, men det var ändå klubben dittills största framgång.